# Künette

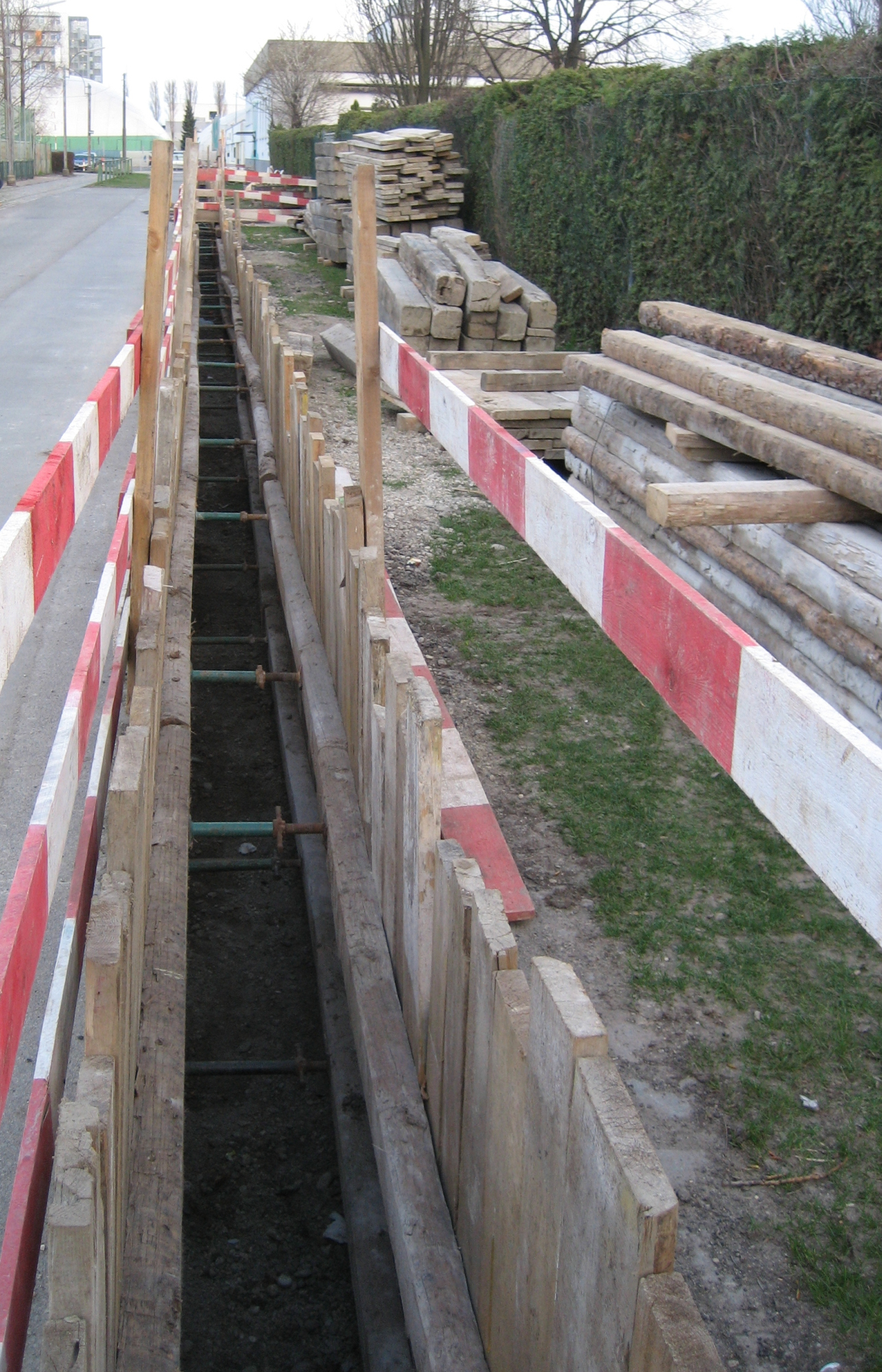
Eine Künette für die Verlegung eines Rohres

Eine Künette (französisch cunette, italienisch cunetta, englisch cunette) ist im Tiefbau die Bezeichnung für einen Graben oder Kanal, samt Geländer aus Pfosten und Bohlen. Im Wasserbau werden damit vertikale Schächte und Gerinne bezeichnet. Das Fachwort leitet sich aus lateinisch cuneus ‚Keil‘ oder cuneatus „keilförmig“ ab und stammt aus dem Befestigungsbau, wo es ursprünglich einen Wehrgraben bezeichnete.

## Militärischer Einsatz

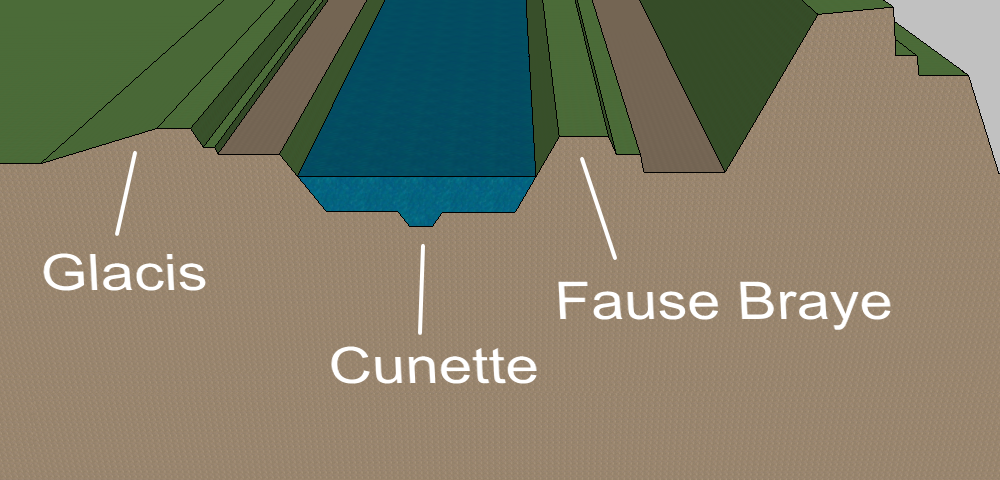
Künette im Grabenwerk einer frühneuzeitlichen Festungsanlage oder Stadtmauer

Seit der Antike wurde die Künette im Stadt- und Festungsbau vielfach als kleiner Abzugsgraben in den Fuß eines trocken ausgebauten Erdgrabens eingetieft. Diese Erdgräben wurden als Annäherungshindernis vor die Wälle der militärischen Anlage gelegt, um einen zusätzlichen Schutz gegen Angreifer zu erhalten. Künetten waren vielfach notwendig, um Steig- und Regenwasser einen gezielten Ablauf zu ermöglichen. So wurde der Erosion am Erdwerk des eigentlichen Grabens vorgebeugt. Durch in den Graben fallenden Unrat, eingeschwemmte Erde oder Laub, aber auch durch Abwasserleitungen aus den Festungswerken war ein regelmäßiges Säubern des Abzugsgrabens notwendig.
Im Zusammenhang mit dem früh- und neuzeitlichen Festungsbau sind auch stetig wasserführende Künetten bekannt. Diese übernahmen zusätzlich zum eigentlichen Graben eine weitere Schutzfunktion und waren so ausgebaut, dass sie nicht ohne weiteres von Angreifern durchwatet werden konnten.

## Ziviler Einsatz

Abzugsgräben an einem hangwärts gelegenen römischen Bad

Um die Haltbarkeit ihrer Straßen zu erhöhen, wurden bereits von den Römern parallel und seitlich der Trassen Wasserabzugsgräben eingeplant. Diese nahmen das anfallende Grund- und Regenwasser auf. Auch in anderer Form, bei Bauprojekten aller Art, war und ist besonders in klimatisch gemäßigten Gebieten der Einsatz von Abflussgräben notwendig. So beispielsweise zur Sicherung von Hanggrundstücken, aber auch im Bergbau. Daneben sind Künetten in der Vergangenheit auch für die Wasserversorgung, die Wasserregulierung und Trockenlegung ausgeschachtet worden. Zudem können sie wasserführende Erosionsrinnen im Gelände sichern. Der Begriff wird auch auf schmale Grabenschnitte angewendet, wie sie zur Verlegung von Versorgungsleitungen und anderen Ausschachtungen notwendig sind.

## Kulturelle Rezeption
Die Künette ist auch bekannt aus Wolfgang Ambros Lied im Wiener Dialekt: De Kinettn wo i schlof („Die Künette, in der ich schlafe“).